# Ray Houghton
Raymond James Houghton nació el 9 de enero de 1962 en Glasgow, Escocia y es un exfutbolista del Liverpool y de la selección irlandesa, pese a que nació en Escocia.

## Trayectoria
Ray Houghton comenzó su carrera futbolística en las filas del West Ham United. Después de jugar apenas un partido con los hammers, se marchó al Fulham en 1982, cuando contaba con sólo 20 años.
En el Fulham jugó durante tres temporadas cosechando unos increíbles números pese a su juventud: 129 partidos y 16 goles con el equipo londinense. En 1985 fichó por el Oxford United, conjunto en el que coincidió con el que sería su socio y compañero en el Liverpool: John Aldridge.
En su primera temporada en Manor Ground, Houghton anotó un gol en la victoria 3-0 en la final de la Milk Cup sobre el Queens Park Rangers, disputada en Wembley.
El excelente rendimiento que estaba demostrando en el Oxford United le valieron para conseguir su debut como internacional irlandés y para lograr el interés de varios grandes del fútbol inglés, entre ellos el Liverpool.
Houghton llegó al Liverpool con 25 años de edad, de la mano de Kenny Dalglish y le costó al equipo de Anfield £800.000 de aquel entonces.
Debutó con los reds el 24 de octubre de 1987, en un Liverpool 1-0 Luton Town y marcó su primer gol en un empate a uno ante el Wimbledon.
Hougton ya venía demostrando que era un centrocampista todo terreno, con gran capacidad de despliegue, recorrido y trabajo en el centro del campo, propios del pivote defensivo, pero con la suficiente calidad para dar el último pase. De ello dieron cuenta John Aldridge, John Barnes y Peter Beardsley. El primer año de Houghton en Anfield se saldó con unos grandes números, jugando 35 partidos y anotando siete tantos.
Durante su estancia de cinco campañas en el Liverpool, conquistó 2 Campeonatos de Liga, en las campañas 1987/88 y 1989/90, además de 2 FA Cups, conquistadas en 1989 y 1992.
En 1992 fue considerado uno de los mejores jugadores del año, pero unas rencillas con el entrenador, Graeme Souness, respecto al aumento de su ficha, provocaron que fuese traspasado al Aston Villa en el verano de 1992 por £825.000.
En las filas del Aston Villa conquistó la League Cup en 1994 y disputando 95 partidos en tres temporadas.
Tras su paso por el Aston Villa jugó en las filas del Crystal Palace durante dos temporadas, donde jugó 73 partidos y anotó 7 goles; y el Reading FC, último club profesional de Houghton, donde jugó 43 partidos y anotó un tanto desde 1997 a 1999. Finalmente, en el modestísimo Stevenage Borough, se retiró definitivamente del fútbol en activo en el 2000, tras 21 años de carrera profesional.
A su retirada fue representante de jugadores. Actualmente ejerce con gran éxito como comentarista de televisión y aporta sus conocimientos en la elaboración del juego Football Manager para PC.

## Selección nacional
Con la selección irlandesa debutó el 26 de marzo de 1986, en la derrota 1-0 ante Gales en Lansdowne Road y de la mano del, por aquel entonces seleccionador, Jack Charlton.
Marcó su primer gol como internacional el 12 de junio de 1988, en la Eurocopa de 1988 de Alemania. Aquel gol, anotado en el Neckarstadion de Stuttgart, ante Inglaterra el arquero Peter Shilton le dio la primera e histórica victoria a la República de Irlanda en un gran campeonato.
Su aportación a la "verde" siguió siendo decisiva puesto que Ray ha estado presente en dos Mundiales. El primero de ellos fue en el de Italia '90, en el que Irlanda le arrancó un punto, nuevamente, a Inglaterra y se clasificó para la segunda fase. En esta segunda fase del torneo, los irlandeses se impusieron a Rumania, pero cayó ante la anfitriona, Italia, en el partido de cuartos de final, en el Olímpico de Roma, con un solitario 1-0, tanto anotado por el letal Salvatore Schillaci.
Cuatro años después, el Mundial de USA '94 tendría guardadas varias sorpresas para la selección irlandesa. Fue un Mundial de reencuentros y de venganzas. El primer partido del reñido grupo E (los cuatro equipos, México, República de Irlanda, Italia y Noruega, acabaron empatados a 4 puntos) les enfrentó a la Italia de Sacchi, equipo que les eliminó en el Mundial de Italia celebrado cuatro años atrás. Esta vez, el partido se puso de cara a los irlandeses devolviendo a los italianos el 1-0 que les eliminó en 1990, con un impecable disparo desde lejos de Houghton que sorprendió al histórico Gianluca Pagliuca. En los octavos de final, la República de Irlanda volvió a caer, esta vez ante la selección neerlandesa, por 2-0.

## Clubes
| Club                            | País       | Año       |
| ------------------------------- | ---------- | --------- |
| West Ham United                 | Inglaterra | 1979-1982 |
| Fulham                          | Inglaterra | 1982-1985 |
| Oxford United                   | Inglaterra | 1985-1987 |
| Liverpool FC                    | Inglaterra | 1987-1992 |
| Aston Villa                     | Inglaterra | 1992-1995 |
| Crystal Palace                  | Inglaterra | 1995-1997 |
| Reading                         | Inglaterra | 1997-1999 |
| Stevenage Borough Football Club | Inglaterra | 1999-2000 |

## Palmarés

### Oxford United
- 1985/86 League Cup

### Liverpool
- 1987/88 League Championship
- 1988/89 Charity Shield
- 1988/89 FA Cup
- 1989/90 League Championship
- 1990/91 Charity Shield (compartido con el Manchester United)
- 1991/92 FA Cup

### Aston Villa
- 1993/94 League Cup